# Aston Martin DB3
Chronologie des modèles
Aston Martin DBR1
Les Aston Martin DB3 puis DB3S étaient des voitures de course construites par Aston Martin dans les années 1950. Bien qu'utilisant certaines parties des modèles DB2, elles étaient sensiblement différentes, étant destinées aux courses. En 1951 la firme anglaise teste une version de la DB3, nommée GP afin de participer à des Grands Prix de Formule 1. Sa construction fut supervisée par Eberan von Eberhorst et elle était mue par un moteur 6 cylindres de 2 litres. Ensuite la DB3S fut testée en 1955, sur le même principe, par Reg Parnell à Chalgrove. Il l'emmena en Nouvelle-Zélande afin de courir avec, il termina notamment quatrième de la Lady Willgram Trophy. Son moteur 3 litres S/c fut par la suite remplacé par le 2.5 litres de la DBR5. La DB3S fut remplacée en 1956 par la célèbre DBR1, qui l'emporta finalement au Mans en 1959.

## Palmarès de la DB3
- Victoire de catégorie S 3.0 et deuxième place aux 24 Heures du Mans 1955, avec Peter Collins et Paul Frère sur voiture officielle;
- Victoire de catégorie S 3.0 et deuxième place aux 24 Heures du Mans 1956, avec Peter Collins et Stirling Moss sur voiture officielle;
- Deuxième place aux 24 Heures du Mans 1958, avec les frères Graham Whitehead et Peter Whitehead (alors que la DB3 apparait en versions Spyder et Coupé lors de l'édition 1952);
- Victoire de catégorie S 3.0 aux 24 Heures du Mans 1957, avec Jean Kerguen (de) et Jean-Paul Colas (de);
- 9 Heures de Goodwood 1952 (Collins et Griffith);
- National Thruxton 1953 catégorie S3.0 (Poore);
- National Silverstone 1953 catégorie S3.0 (Downing);
- National Oulton Park  1955 catégorie S3.5 et + (Barthel);
  - 2e et 3e du Silverstone International 1952 (Parnell, et George Abecassis);
  - 2e des Coupes de Printemps à Montlhéry 1953 en GT ("Mike Sparken", alias Michel Poberejsky, encore 4e des 12 Heures de Casablanca la même année avec Roy Salvadori);
  - 2e des 12 Heures de Sebring 1953 (Parnell et Abecassis, victoire de catégorie S3.0);
  - 3e du Silverstone International 1953 (Parnell).